# Zavod za pomorsku medicinu
Zavod za pomorsku medicinu (ZPM) u Splitu utemeljen je kao ustanova Oružanih snaga Republike Hrvatske 16. rujna 1991. To je jedinstvena ustanova ove vrste u Hrvatskoj i referentno središte za pitanja pomorske medicine. Zavod je znanstvena i istraživačka ustanova Hrvatske vojske, ali i operativna postrojba u operativnim pitanjima preventivne medicine u pomorstvu i općenito u području odgovornosti Vojno zdravstvenog središta. Zavod, bivši Institut pomorske medicine, nalazi se u krugu bolnice na Križinama u Splitu, a izgrađen je 1980. Prostire se na površini od 6350 četvornih metara. 
Zavod za pomorsku medicinu je jedan od sastavnica Vojno zdravstvenog središta Zapovjedništva za potporu.

## Vanjske poveznice
- Zavod za pomorsku medicinu Hrvatska tehnička enciklopedija, portal hrvatske tehničke baštine. LZMK